# Nicolas de Launay
Nicolas de Launay (Parigi, 20 settembre 1739 – Parigi, 2 marzo 1792) è stato un incisore francese.

## Biografia
Entrato giovanissimo nello studio di Louis-Simon Lempereur, Launay fece tali progressi nell'arte dell'incisione che ebbe successo in tutti i generi: storico, ritrattistico, paesaggistico, vignettistico . Pochi anni dopo essere stato ricevuto come membro dell'Accademia di Copenaghen, fu accreditato dalla Académie royale de peinture et de sculpture nel 1789, quindi divenne incisore del re .
Sono conservate sue opere tratte dai lavori di diversi maestri, tra cui ritratti e molte vignette . Citiamo principalmente di questo artista la Festa dei piaceri, tratta da Partie de plaisirs di Jan Baptiste Weenix, La buona madre e L'altalena, tratte da Jean-Honoré Fragonard, e infine, la Prima lezione di amicizia fraterna, tratta da Aubry  . La sua stampa più significativa, nel genere storico, è la Marcia di Sileno tratta da Rubens  . Per quanto riguarda le illustrazioni, sono molto ricercate dagli appassionati le sue vignette per le Metamorfosi di Ovidio, quelle realizzate per gli scritti di Jean-Jacques Rousseau e dell'abate Raynal, tratte dai disegni di Cochin, Moreau, Marillier . Nello specifico, i collezionisti prestano particolare attenzione per l'edizione di Rousseau in-4°, stampata a Bruxelles, quella di Molière in-8° e per l'Ariosto stampato da Baskerville . Nel suo studio si è formato l'artista Jean-Louis Delignon (1755-1804).
Nel 1772 Cochin lo fece partecipare al progetto intitolato Le conquiste dell'imperatore della Cina  .
Michaud ha detto di lui che «Le stampe di questo maestro sono generalmente piacevoli nello stile; il suo bulino, senza essere duro, è delicato; il suo incarnato è tenero»  . Ebbe come allievi Jean-Baptiste Fossoyeux, Jean-Baptiste-Michel Dupréel e Ponce  .
Ebbe un fratello minore, Robert de Launay (1749-1814), il quale fu anche suo allievo come incisore  .